# Finlandia en los Juegos Olímpicos de Moscú 1980
Finlandia estuvo representada en los Juegos Olímpicos de Moscú 1980 por un total de 105 deportistas que compitieron en 16 deportes.  
El portador de la bandera en la ceremonia de apertura fue el regatista Peter Tallberg.

## Medallistas
El equipo olímpico finlandés obtuvo las siguientes medallas:
| Nombre                        | Deporte            | Competición        |
| ----------------------------- | ------------------ | ------------------ |
| Oro                           |                    |                    |
| Pertti Karppinen              | Remo               | Scull ind. (M1x) M |
| Tomi Poikolainen              | Tiro con arco      | Individual M       |
| Esko Rechardt                 | Vela               | Finn M             |
| Plata                         |                    |                    |
| Kaarlo Maaninka               | Atletismo          | 10 000 m M         |
| Bronce                        |                    |                    |
| Kaarlo Maaninka               | Atletismo          | 5000 m M           |
| Mikko Huhtala                 | Lucha grecorromana | 74 kg M            |
| Päivi Meriluoto               | Tiro con arco      | Individual F       |
| Jouko Lindgren Georg Tallberg | Vela               | 470 M              |